# Ý tại Thế vận hội Mùa hè 1896
Một vận động viên từ Ý hiện diện tại Thế vận hội Mùa hè 1896. Anh tham dự giải bắn súng. Ý là một trong bốn nước có mặt nhưng không giành được huy chương; Thụy Điển, Chile và Bungary nằm trong số đó. Vận động viên Ý, Rivabella, tham dự một nội dung trong giải bắn súng.
Một người Ý thứ hai hiện diện tại Athena. Carlo Airoldi đã đi bộ suốt từ Milano, nhưng bị loại vì anh đã nhận tiền thưởng cho giải điền kinh and vì thế không phải là người không chuyên môn.

## Bắn súng
Rivabella đứng hạng giữa 14 và 41, với số điểm ít hơn 845.
| Nội dung            | Hạng | Vận động viên | Điểm       | Trúng      |
| ------------------- | ---- | ------------- | ---------- | ---------- |
|                     |      |               |            |            |
| Súng trường quân sự | –    | Rivabella     | Không biết | Không biết |
|                     |      |               |            |            |